# Dibotryon
Dibotryon — рід грибів родини Venturiaceae. Назва вперше опублікована 1915 року.

## Класифікація
До роду Dibotryon відносять 3 види:
- Dibotryon morbosum
- Dibotryon spiraeae
- Dibotryon symphoricarpi